# Фалкенберг (Горњи Палатинат)
Фалкенберг (њем. Falkenberg) град је у њемачкој савезној држави Баварска. Једно је од 26 општинских средишта округа Тиршенројт. Према процјени из 2010. у граду је живјело 951 становника. Посједује регионалну шифру (AGS) 9377117.

## Географски и демографски подаци
Фалкенберг се налази у савезној држави Баварска у округу Тиршенројт. Град се налази на надморској висини од 450–510 метара. Површина општине износи 39,3 km². У самом граду је, према процјени из 2010. године, живјело 951 становника. Просјечна густина становништва износи 24 становника/km².